# Sindromul Usher
Sindromul Usher este o afecțiune genetică ce presupune asocierea hipoacuziei neuro-senzoriale cu retinita pigmentară. Deși este considerat ca fiind o boală rară, sindromul Usher este cea mai frecventă afecțiune care asociază surditatea și orbirea, fiind caracterizată prin surdocecitate. Prin realizarea screening-ului problemelor de auz la nou-născuți a crescut rata de identificare timpurie a copiilor cu hipoacuzie. În trecut aceștia erau depistați la vârsta de 12-18 luni față de momentul actual când hipoacuzia poate fi depistată la vârste mai mici de 6 luni. Diagnosticul sindromului Usher însă este mult mai complicat întrucât acesta asociază și probleme de vedere care duc în timp la orbire, acestea fiind identificate la 5-10 ani după diagnosticul hipoacuziei și de multe ori chiar mai târziu, la vârsta adultă. Prin urmare, de fiecare dată când se depistează hipoacuzia la un copil, trebuie luat în calcul diagnosticul diferențial cu sindromul Usher, deoarece în cazul acestui sindrom problemele educaționale, de adaptare și de comunicare sunt mult mai mari, întrucât copilul va orbi la un moment dat după aceste sindrome.